# اصول حسابداری (کتاب حساس یگانه)
اصول حسابداری ۲ کتابی از یحیی حساس یگانه است که در سال ۱۳۷۱ منتشر و در مراسم کتاب سال جمهوری اسلامی ایران به‌عنوان کتاب برگزیده معرفی شد.